# Онищенко Олексій Семенович
Олексі́й Семе́нович Они́щенко (нар. 17 березня 1933, с. Рудка, Полтавська область)  — український науковець та громадський діяч, академік-секретар Відділення історії, філософії та права НАН України (до квітня 2015 року), генеральний директор Національної бібліотеки України імені В. І. Вернадського (до 2013 року), президент Асоціації бібліотек України, віце-президент Товариства «Знання» України; заслужений діяч науки і техніки України (1983), лауреат Державної премії України в галузі науки і техніки (2008), академік НАН України (1997), Петровської Академії наук і мистецтв та Європейської академії наук, мистецтв і літератури (2006), доктор філософських наук (1975), професор (1976), радник Президії НАН України (з квітня 2015 року).

## Життєпис
Олексій Онищенко народився 17 березня 1933 року в селі Рудці Гребінківського району Полтавської області (Україна) у родині хліборобів Семена Івановича (1900—1956) і Лукії Лаврентіївни (1900—1986) Онищенків. Родина жила скромно. Крім Олексія, у родині були ще один син і дві дочки. У 1941 р. пішов до школи, але через закриття школи під час війни (до 1943 р.), програму перших класів проходив самотужки. З дитинства захоплювався читанням. Улюбленими книжками в дитячі роки були «Кобзар» Тараса Шевченка, «Робінзон Крузо» Даніеля Дефо і «Дубровський» Олександра Пушкіна. Після закінчення «семирічки» намагався продовжити навчання у Києві, босоніж, на даху вагону потяга, добрався до столиці республіки, але після спроби вступу до Вищого військового училища зв'язку повернувся додому. Після закінчення 8-го класу безуспішно намагався вступити до артилерійського училища — не підійшов за віком. Після 9-го подав документи до залізничного училища, але не пройшов медкомісію.
У 1950—1956 рр. навчався на історико-філософському факультеті Київського державного університету ім. Т. Г. Шевченка. Університет закінчив із «червоним дипломом».
Упродовж 1956—1959 рр. працював власним кореспондентом тернопільської обласної газети «Вільне життя».
1959 р. вступив до аспірантури Інституту філософії АН УРСР. Після закінчення аспірантури у 1962 р. залишився працювати молодшим науковим співробітником Інституту.
У 1975 р. в Інституті філософії АН УРСР захистив дисертацію на здобуття ступеня доктора філософських наук на тему «Еволюція сучасної релігійної свідомості та проблеми формування науково-атеїстичного світогляду». У 1976 р. отримав вчене звання професора. До 1978 р. став заступником директора з наукової роботи Інституту філософії АН УРСР.
Упродовж 1978—1991 рр. Онищенко був директором Міжреспубліканської філії Інституту наукового атеїзму Академії суспільних наук у м. Києві.
У 1991 р. очолив новостворене відділення релігієзнавства Інституту філософії АН УРСР.
З 1992 р. О. С. Онищенко очолює Національну бібліотеку України імені В. І. Вернадського (до 1996 р. — Центральна наукова бібліотека імені В. І. Вернадського АН УРСР).
В 1994 р. був обраний членом-кореспондентом, а у 1997 р. академіком НАН України (і одночасно, заступником академіка-секретаря відділення). З 1998 р. академік-секретар Відділення історії, філософії і права НАН України. У 2005—2006 рр. виконував обов'язки голови Секції суспільних і гуманітарних наук НАН України.
Очоливши Центральну наукову бібліотеку імені В. І. Вернадського АН УРСР, О. С. Онищенко виступив з низкою ініціатив щодо структурних змін в бібліотеці та підняття її наукового рівня та значущості як соціального інституту. Так, під керівництвом Онищенка було перетворено на інститути відділ рукопису та відділ архівознавства, а також створено в бібліотеці центри: бібліотечно-інформаційних технологій; консервації та реставрації; культурно-просвітницький та редакційно-видавничий. В бібліотеці було створено потужну інформаційно-аналітичну структуру (Службу інформаційно-аналітичного забезпечення органів державної влади). Крім того, в структурі бібліотеки було створено Інститут біографічних досліджень. Задля підняття наукового рівня бібліотеки, у 1996 р. за активної позиції О. С. Онищенка, при бібліотеці відкрито аспірантуру та спеціалізовану вчену раду з історичних та технічних наук. Ним була проведена велика підготовча робота щодо відновлення історичної справедливості і повернення Центральній науковій бібліотеці імені В. І. Вернадського статусу національної (відповідний Указ Президента був підписаний 5 квітня 1996 р.).
З квітня 2015 року обраний радником Президії НАН України.

## Науковий доробок
О. С. Онищенко є відомим ученим у галузі філософії, культурологїї, релігієзнавства, соціології, бібліотекознавства, книгознавства та інформатики.
У роки діяльності у Інституті філософії АН УРСР та філії Інституту наукового атеїзму вчений досліджував філософсько-соціологічні проблеми розвитку духовної культури, світогляду особи, способу життя, науково-технічної революції. Його увага була зосереджена на дослідженні проблем еволюції масової свідомості, соціології релігії, історії релігій в Україні, ролі святково-обрядової сфери в житті особи і суспільства. До найзначніших праць Онищенка цього періоду слід віднести такі:
- Філософсько-соціологічні проблеми науково-технічної революції. — К.: Наук. думка, 1976. — 479 с. (у співавторстві).
- Социальный прогресс, религия, атеизм. — К.: Наук. думка, 1977. — 344 с.
- Історія християнської церкви на Україні. — К.: Наук. думка, 1992. — 104 с. (у співавторстві).

До початку 1990-х рр. Онищенко сформулював концепцію створення великого (на той час республіканського) культурного та освітнього центру. Призначення члена-кореспондента О. С. Онищенка на посаду директора Центральної наукової бібліотеки імені В. І. Вернадського бібліотечною спільнотою було сприйнято насторожено, адже ідеї науковця передбачали глибоке реформування традиційно консервативної бібліотечної справи.
Реалізація розробленої Онищенком концепції розвитку бібліотеки імені В. І. Вернадського сприяла перетворенню її на загальнодержавний науково-інформаційний комплекс. За концепцією О. С. Онищенка, у XXI ст. бібліотеки України мають увійти «як інфополіси — науково-дослідні, інформаційні, бібліотечні, видавничі й культурно-освітні комплекси з розвиненою інфраструктурою формування й аналітико-синтетичного опрацювання документних потоків для інформаційного забезпечення науки, виробництва, освіти й культури». У 2003 р. під його керівництвом на базі бібліотеки ім. В. І. Вернадського було створено технологічний парк «Інтелектуальні інформаційні технології» (Онищенко — віце-президент технопарку).
Увага вченого зосереджена на вивченні соціокультурних процесів, тенденцій формування в Україні інформаційного, громадянського суспільства. Він брав участь у розробці концепцій ідеології державотворення, розвитку гуманітарної сфери, реформи політичної системи, державної інформаційної політики. Під науковим керівництвом і за участю О. С. Онищенка підготовлено та видано чотири томи «Історії Національної академії наук України» та два томи «Історії національної бібліотеки України імені В. І. Вернадського», п'ять томів «Національної бібліографії України» тощо.
Олексій Семенович є автором і співавтором більш як 300 наукових праць, у тому числі 17 монографій. Член численних наукових товариств і громадських організацій. Очолює редакційні колегії журналу «Бібліотечний вісник» і збірників наукових праць «Библиотеки национальных академий наук: проблемы функционирования, тенденции развития» та «Наукові праці Національної бібліотеки України імені В.І. Вернадського». Входить до редколегій наукових часописів «Вища освіта України», «Вісник НАН України», «Київська старовина», «Наука та наукознавство», «Східний світ» та ряду інших наукових фахових видань. Член редколегії «Енциклопедії сучасної України», заступник головного редактора Українського реферативного журналу «Джерело». Член редколегій національних доповідей «Соціально-економічний стан України: наслідки для народу та держави» (2009) та «Новий курс: реформи в Україні. 2010—2015» (2010).
Онищенко веде активну науково-педагогічну діяльність. Серед його колишніх аспірантів, директори провідних бібліотек — методичних центрів України (О. Г. Кириленко — директор Наукової бібліотеки ім. М. Максимовича КНУ ім. Т. Г. Шевченка, П. І. Рогова — директор Державної науково-педагогічної бібліотеки України ім. В. О. Сухомлинського та інші), відомі сьогодні науковці та громадські діячі. Він — голова спеціалізованої вченої ради Д 26.165.01 при Національній бібліотеці України імені В. І. Вернадського.
У 1993 році у бібліотеці відкривається аспірантура та створюється спеціалізована рада із захисту кандидатських і докторських дисертацій, яку очолив Олексій Семенович Онищенко. За цей час, за підрахунками історика Ігора Шарова, бібліотека підготувала понад 60 докторів і кандидатів наук у галузі книгознавства, бібліотекознавства, бібіліографознавства, серед котрих половина була підготвлена особисто О. С. Онищенком.

## Громадська діяльність
О. С. Онищенко — член Українського комітету славістів, голова Науково-бібліотечної ради НАН України, голова ради директорів наукових бібліотек і інформаційних центрів академій наук — членів Міжнародної асоціації академій наук, член Національної комісії України у справах ЮНЕСКО, Національної комісії з питань закордонних українців, Української національної пагоушської групи, наукових рад НАН України (з проблем русистики, науково-видавничої ради тощо), Української національної комісії з питань правопису, Міжвідомчої комісії з питань сприяння розвитку вітчизняного книговидання та книгорозповсюдження, Науково-експертної ради Державного комітету телебачення та радіомовлення України, Координаційної ради Бібліотечної асамблеї Євразії, Комітету з Державних премій України в галузі науки і техніки, Українського міжнародного комітету з питань науки і культури, наглядової ради Національного історико-археологічного заповідника «Ольвія» НАН України, Атестаційної колегії Міністерства освіти і науки України, координаційної ради з пріоритетних напрямів розвитку науки і техніки (проблеми демографічної політики, розвитку людського потенціалу та формування громадянського суспільства), Філософського товариства України, Комісії НАН України з розробки наукової спадщини академіка В. І. Вернадського тощо.

## Нагороди та відзнаки
- 1981 — орден Знак Пошани;
- 1998 — відзнака Президента України — Орден «За заслуги» ІІІ ступеня;
- 2003 — орден князя Ярослава Мудрого V ступеня;
- 2006 — лауреат загальнонаціональної програми «Людина року» в номінації «Вчений року»;
- 2008 — орден князя Ярослава Мудрого IV ступеня (за визначний особистий внесок у розвиток суспільних наук, вагомі здобутки у дослідженні і збереженні національного культурного надбання, багаторічну плідну наукову діяльність);
- 2008 — Державна премія України в галузі науки і техніки (у складі колективу, за роботу «Фізичні методи і комп'ютерні засоби реєстрації, зберігання і використання великих обсягів інформації»);
- 2013 — Орден князя Ярослава Мудрого III ст. — за значний особистий внесок у соціально-економічний, науково-технічний, культурно-освітній розвиток Української держави, вагомі трудові досягнення, багаторічну сумлінну працю[4];
- 2013 — Почесний краєзнавець України;
- 2016 — Відзнака Президента України — ювілейна медаль «25 років незалежності України».[5]
- 2019 — Лауреат Золотої медалі імені В. І. Вернадського Національної академії наук України[6].